# IC 4713
IC 4713 é uma galáxia espiral na direção da constelação do Pavão.